# Agonita insularis
Agonita insularis es un coleóptero de la familia Chrysomelidae.
Fue descrita científicamente por primera vez en 1896 por Gestro.